# Operacja Bulmus 6
Operacja Bulmus 6 (hebr. מבצע בולמוס 6, Miwca Bulmus 6) znana też jako Szturm na Zieloną Wyspę (hebr. הפשיטה על האי גרין, Ha-Pszita al ha-I Grin) lub Rajd na Zieloną Wyspę – izraelska operacja wojskowa przeprowadzona przez komandosów Sajjeret Matkal i Szajjetet 13 w nocy z 19 na 20 lipca 1969 roku podczas wojny na wyczerpanie na ufortyfikowanej egipskiej wyspie, która znajduje się na Zatoce Sueskiej. Operacja ta miała stanowić odwet za przeprowadzony wcześniej egipski atak na izraelskie pozycje na wschód od Port Tawfik. Uderzenie na ufortyfikowaną Zieloną Wyspę miało mieć efekt psychologiczny i propagandowy. Operacja zakończyła się sukcesem, zniszczono znaczną części infrastruktury wyspy, Egipcjanie stracili ok. 70–80 żołnierzy, jednak Siły Obronne Izraela również poniosły straty: 6 zabitych i 11 rannych żołnierzy.

## Tło wydarzeń

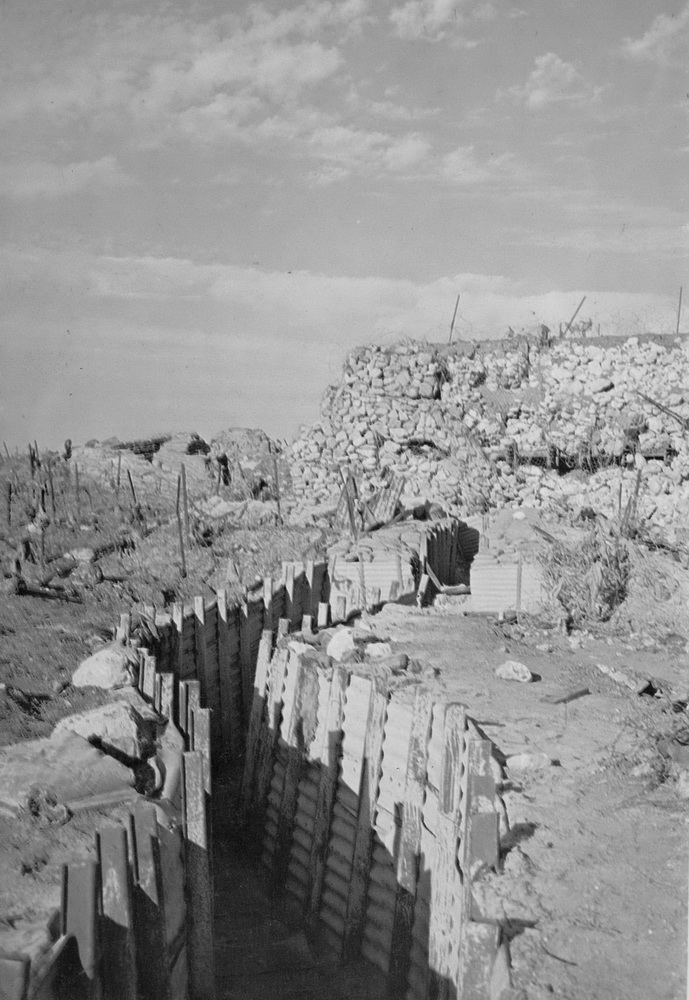
Izraelska linia Bar-Lewa wzdłuż wschodniego wybrzeża Kanału Sueskiego

Koniec wojny sześciodniowej w 1967 roku nie stanowił zakończenia konfliktu arabsko-izraelskiego. Państwa arabskie nie mogły się pogodzić ze zwycięstwem Izraela oraz ze wzrostem jego pozycji w regionie. We wrześniu 1967 roku odbyła się konferencja w Chartumie, na której do głosu doszli zwolennicy prowadzenia zdecydowanej polityki wobec Izraela. Uznali, że nie można prowadzić żadnych negocjacji i rozmów pokojowych z politykami izraelskimi. Egipcjanie nie pogodzili się ze stratą Synaju, a Izrael nie akceptował postanowień Rezolucji Rady Bezpieczeństwa ONZ nr 242 nakazującej mu zwrot zdobytych terytoriów. W wyniku napięć politycznych doszło początkowo do pojedynczych, później regularnych, ostrzałów pozycji jednej i drugiej strony nad Kanałem Sueskim. Toczący się od 1967 do 1970 roku konflikt nazwany został wojną na wyczerpanie. Gamal Abdel Naser wierzył, że przedłużający się zatarg doprowadzi do osłabienia Izraela. W trakcie konfliktu dochodziło do operacji desantowych, naruszeń przestrzeni powietrznych, ostrzałów i wypadów komandosów na tyły wroga. Egipt chciał przez to utrzymać zainteresowanie międzynarodowe sytuacją nad Kanałem Sueskim i zyskać sojuszników. Naser otrzymał szeroką pomoc wojskową ze Związku Radzieckiego. Z kolei Izrael nie chciał pokazać słabości i wycofać się z pozycji na zachodzie Synaju mimo strat wśród żołnierzy stacjonujących na linii Bar-Lewa. Obszar walk w trakcie wojny na wyczerpanie był również poligonem doświadczalnym dla nowego sprzętu amerykańskiego i radzieckiego.

## Wstęp i przygotowania do operacji

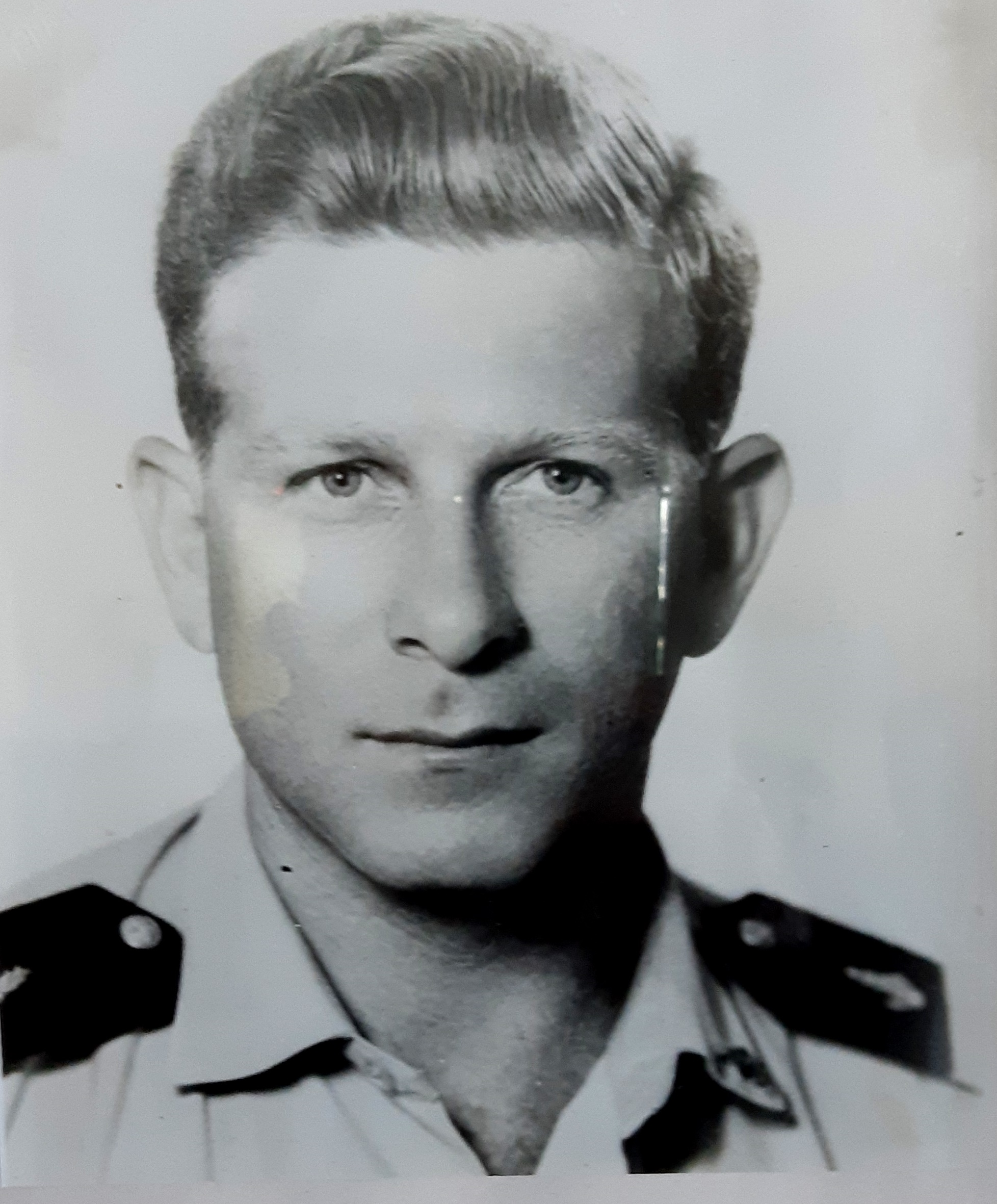
Podpułkownik Ze’ew Almog, 1970 rok

Od marca 1969 roku nasilały się ataki egipskie na izraelskie pozycje na linii Bar-Lewa i na terytorium Synaju. Ostatnim takim atakiem przed operacją był atak Egipcjan na Port Tawfik 10 lipca. W jego wyniku zginęło 7 izraelskich żołnierzy, 5 zostało rannych, jeden zaginął. Zniszczono także 3 czołgi. Wydarzenie to, wraz z wcześniejszym atakiem na izraelskie umocnienia na wschód od Ismailii, zmusiło dowództwo Cahalu do stworzenia planu ataku odwetowego, który zaskoczy Egipcjan, złagodzi krytykę izraelskiej opinii publicznej i podbuduje morale Cahalu i  . Stworzenia planu ataku podjął się dowódca jednostki morskich komandosów – Szajjetet 13 – ppłk Ze’ew Almog.
Za cel odwetu wybrano Zieloną Wyspę. Jest to sztuczna wyspa znajdująca się na Zatoce Sueskiej. Jej położenie było strategiczne, bo na południe od portowego miasta Suez i 5,2 km na południowy zachód od wejścia do Kanału Sueskiego z zatoki. Fortyfikacje zostały wzniesione w trakcie II wojny światowej przez Brytyjczyków, którzy chcieli, by Zielona Wyspa strzegła i kontrolowała szlak morski przy kanale. W najwęższym miejscu wyspa ma 27 m szerokości, a w najszerszym 65 m. Długość wynosi 145 m. Wybrzeże otoczono murami o wysokości około 5 m, zwieńczonymi drutem kolczastym. Przy wyspie wznosi się również żelbetowa wieża na radar, która była połączona z fortyfikacjami pomostem. Ponadto, Zielona Wyspa znajdowała się w zasięgu egipskiej artylerii kalibru 130 mm, której stanowiska znajdowały się na wybrzeżu. Izraelski wywiad poinformował dowództwo, że fortyfikacja jest strzeżona przez 80–100 egipskich żołnierzy, 6 dział uniwersalnych (dwa miały mieć kaliber 37 mm, a cztery kaliber 85 mm), a także przez około 20 ciężkich karabinów maszynowych. Gazeta „Al ha-Miszmar” podała, że z wyspy tej Egipcjanie ostrzeliwali także izraelską marynarkę. Uznano, że atak na wyspę może poprawić morale izraelskich żołnierzy i jednocześnie osłabić pewność siebie armii egipskiej. Egipcjanie uważali ufortyfikowaną wyspę za obiekt bezpieczny, którego nikt nie zaatakuje ze względu na zabezpieczenia. Izraelskie dowództwo dążyło także do zniszczenia radaru i artylerii, znajdujących się na wyspie, i o których informował wywiad. Umożliwiłoby to wykonywanie lotów bojowych izraelskim Siłom Powietrznym nad Zatoką Sueską.

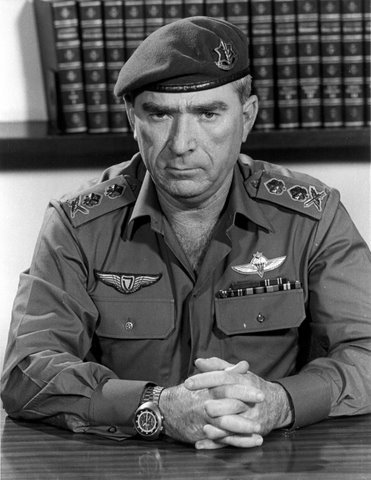
Rafa’el Ejtan jako Szef Sztabu Generalnego Sił Obronnych Izraela

Almog uznał, że do przeprowadzenia operacji nie wystarczą sami żołnierze Szajjetet 13, ponieważ było ich wówczas tylko 30. Wobec tego postanowiono, że do wykonania zadania zostaną wyznaczeni dodatkowo komandosi Sajjeret Matkal. W przypadku tych drugich problemem był brak przeszkolenia do działań morskich i podwodnych. Plan operacji tworzono w oparciu o model wyspy. W prace, oprócz Almoga, zaangażowani byli generał Rafa’el Ejtan, jako dowódca Korpusu Piechoty i Spadochroniarzy, oraz Menachem Digli – ówczesny dowódca Sajjeret Matkal. Za największe trudności uznano:
- dostanie się do celu dwóch oddziałów składających się z żołnierzy różnych formacji,
- sposób wdarcia się na wyspę,
- sposób, w jaki należy zaskoczyć przeciwnika,
- ewakuację z miejsca znajdującego się w zasięgu artylerii przeciwnika[4].

Postanowiono, że na odległość jednego kilometra od celu komandosi dopłyną dwunastoma pontonami i pojazdami zanurzalnymi. Później na miejsce mieli dotrzeć samodzielnie. Siłę uderzeniową, tzw. pierwszą falę, mieli stanowić komandosi Szajjetet 13. Po dokonaniu wyłomu w murach do akcji mieli wkroczyć komandosi Sajjeret Matkal. Płetwonurkowie Szajjetet 13 mieli zabrać na brzeg ze sobą całe wyposażenie niezbędne do przeprowadzenia operacji. W odwodzie miało zostać 12 gumowych pontonów z 24 komandosami. Postanowiono, że każdy żołnierz zostanie wyposażony w granaty, amunicję, kamizelki ratunkowe, butle z tlenem, trampki i AK-47 (ze względu na brak problemów z użytkowaniem pomimo zamoczenia) lub pistolety maszynowe Uzi. Dowództwo poinformowało komandosów, że wykonanie zadania nie musi się wiązać z zabiciem wszystkich żołnierzy wroga, ani ze zniszczeniem wszystkich stanowisk dział i karabinów maszynowych na wyspie.
40 żołnierzy zostało podzielonych na grupy, a każda z nich miała własne zadanie na wyspie:
- grupa uderzeniowa (Szajjetet 13) miała za zadanie wysadzenie murów i pomostu do stanowiska radaru, później miała wysadzić stanowisko karabinu nr 3. W trakcie dalszych walk żołnierze tej grupy mieli osłaniać północną część twierdzy,
- grupa uderzająca na radar (Szajjetet 13) miała przeprowadzić uderzenie na stanowisko radaru, potem miała dostać się na dach i wesprzeć resztę grup. Na koniec odpowiedzialna była za osłonę ewakuacji z wyspy,
- grupa uderzająca na północny budynek twierdzy (Szajjetet 13) miała dostać się na północny dach, wspinając się po ramionach. Później miała podzielić się na dwie grupy. Pierwsza miała wysadzić stanowisko karabinu nr 10 i działa nr 2. Druga grupa miała zaatakować stanowisko działa nr 1 i karabinu nr 5. Grupa druga była odpowiedzialna za wezwanie tzw. drugiej fali, czyli grupy komandosów Sajjeret Matkal czekających w odwodzie. Potem miało dojść do spotkania się dowódców dwóch jednostek komandosów, którzy mieli utworzyć improwizowany punkt dowodzenia operacją,
- grupa dywersyjna (Szajjetet 13) miała podpłynąć pojazdem zanurzalnym do żelbetonowej konstrukcji (małej latarni) na południe od twierdzy, wspiąć się na nią i stamtąd wspierać walczących komandosów przy pomocy dwóch karabinów FN MAG i granatnika Blindicide,
- grupa szturmująca dach i niszcząca działa (Sajjeret Matkal) miała połączyć się na dachu z grupą, która wcześniej miała zniszczyć radar i z tej pozycji miała przejść do atakowania stanowisk karabinów nr 3, 4, 5 i 6, a potem miała wysadzać działa,
- grupa oczyszczająca pomieszczenia przy zachodnim podwórzu (Sajjeret Matkal) miała zejść z dachu północnego na podwórze twierdzy, a potem miała wspomóc grupę atakującą karabiny nr 4, 5 i 6 oraz wysadzającą działa,
- grupa 12 gumowych łodzi będąca w odwodzie miała stanowić zaplecze logistyczne dla walczących sił oraz miała za zadanie organizację ewakuacji z wyspy[4].

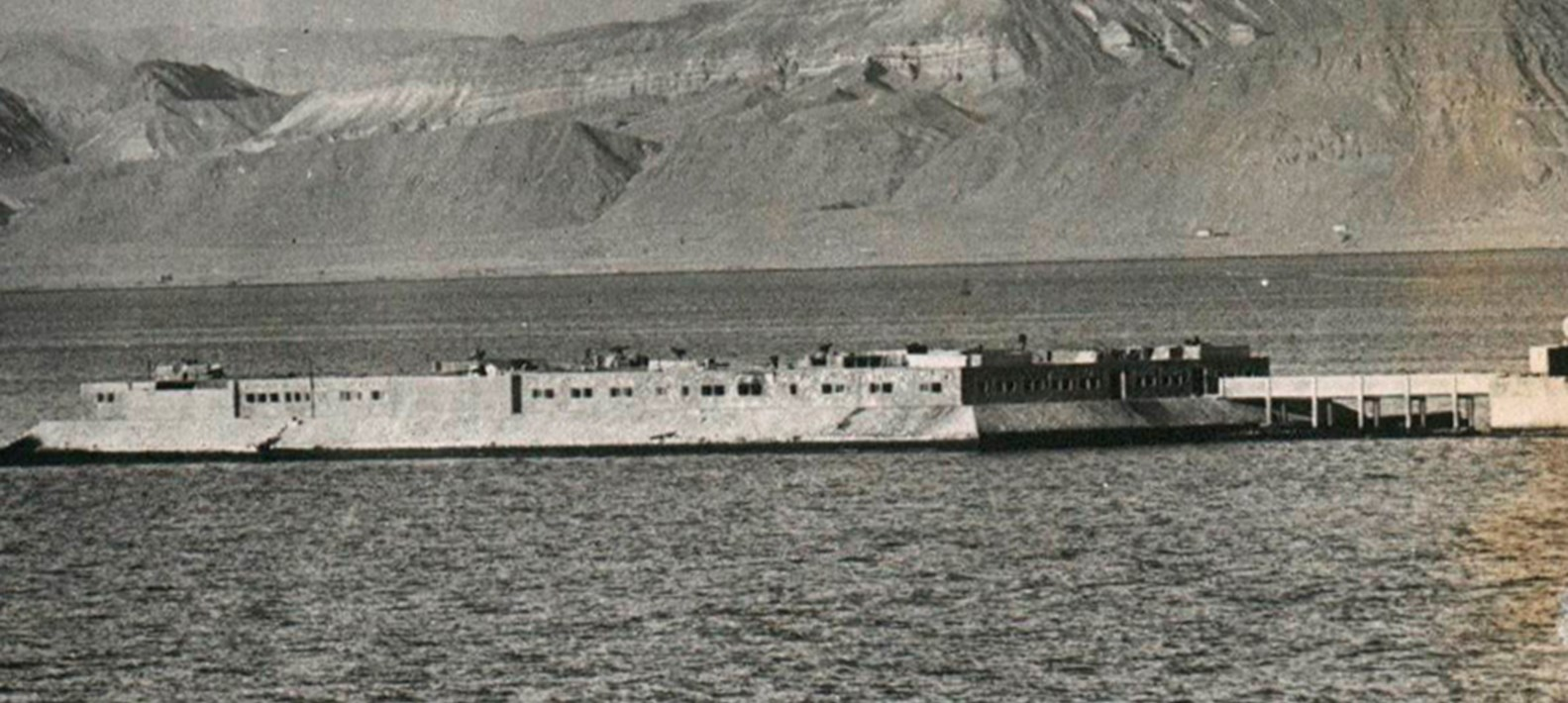
Umocnienia na Zielonej Wyspie

## Przebieg

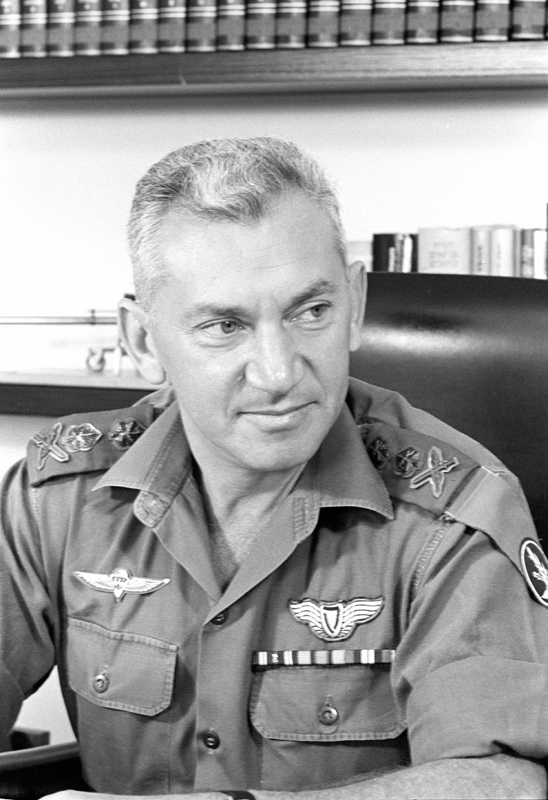
Generał Chajjim Bar-Lew

19 lipca 1969 roku, po odprawie z Szefem Sztabu Generalnego Sił Obronnych Izraela generałem Chajjimem Bar Lewem o godzinie 20.00 rozpoczęto załadunek sprzętu i żołnierzy na pontony i do pojazdów samozanurzalnych chazir (pol. świnia). Pierwszy wypłynął chazir z trzema komandosami Szajjetet 13, którzy bezpośrednio udali się w stronę wyspy. Pół godziny później w stronę Zielonej Wyspy wypłynęło dwanaście pontonów. O godzinie 23.00 komandosi marynarki dotarli do punktu oddalonego o kilometr od twierdzy i według planu od tego momentu musieli dotrzeć do celu o własnych siłach. Na przepłynięcie tego odcinka mieli 30 minut. Dwudziestu komandosów Szajjetet 13 uformowało dwa rzędy połączone linami, a na czele każdego płynął oficer dowódca. Każdy komandos obciążony był czterdziestokilogramowym ładunkiem. Ciężar ładunku i silne prądy w tej części zatoki sprawiły wiele problemów żołnierzom. Komandosi zgubili rytm i zaczęli sobie wzajemnie przeszkadzać. Jeden z dowódców grupy szturmowej – Dow Bar – wydał rozkaz przepłynięcia dalszego dystansu pod wodą, co nie pomogło. Po pół godziny okazało się, że komandosi znajdowali się o 600 metrów od wyspy. Grupy mające uderzyć na twierdzę po wysadzeniu murów i zasieków oczekiwały na ustalony znak. Opóźnienie zmusiło Dowa Bara do zmiany planów i wynurzenia. Komandosi mieli płynąć do wyspy wynurzeni, dopiero pod samym celem mieli z powrotem się zanurzyć. O godzinie 23:00 na wyznaczone miejsce dotarła grupa trzech komandosów, którzy mieli obsadzić stanowisko na żelbetonowej latarni oddalonej od wyspy o ok. 140 m na południe. Byli to Emanu’el Paz, Arje Icchak i Awiszaj Ben Josef.
W tym czasie Ejtan i Almog próbowali połączyć się trzykrotnie, bez powodzenia, z Dowem Barem. Postanowili nie przyspieszać ataku na wyspę, co mogłoby zagrozić powodzeniu operacji. O godzinie 01:10, 20 lipca, Dow Bar ze swoimi żołnierzami byli 150 m od wieży radaru. Wtedy wydano rozkaz zanurzenia na pięć metrów i dotarcia do celu pod wodą. Oddział dotarł pod wieżę o 01:25. Wówczas Dow Bar skontaktował się z resztą grup i nakazał przygotowanie się do szturmu. O 01:38 grupa zaczęła wycinać przejście w pierwszym pasie drutu kolczastego. Jednak za nim okazało się, że Egipcjanie rozstawili kolejne dwa pasy. Wedle informacji przejście w drugim pasie znajdowało się pod pomostem prowadzącym do wieży radarowej. Jednak w tym samym czasie na moście pojawili się trzej egipscy żołnierze. Dowódca oddziału bał się, że próba przejścia pod mostem i wartownikami nie uda się. Wydał zatem rozkaz zaatakowania wartowników. Zaatakowano jednocześnie stanowisko karabinu nr 3. W pierwszych minutach starcia raniony w dwie nogi odłamkami granatu został Ilan Egozi. Digli, Almog i Ejtan uznali wymianę ognia za rozpoczęcie operacji, a Almog rozkazał dwudziestu komandosom Sajjeret Matkal, żeby ruszyli pontonami w stronę wyspy.

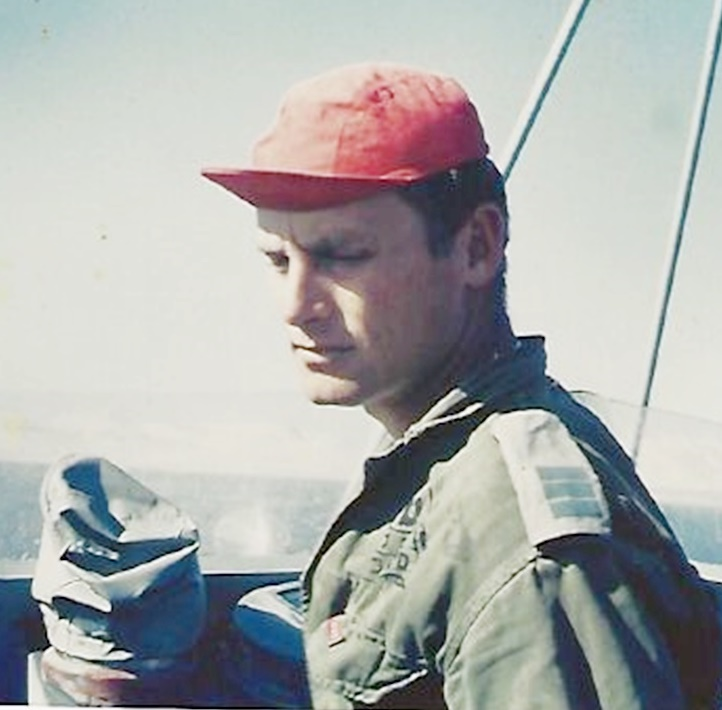
Ammi Ajjalon, 1973 rok

W związku z brakiem sygnału o rozpoczęciu ataku komandosi marynarki walczyli przez około 10 minut sami bez wsparcia. W celu zabezpieczenia wyłomu w zasiekach postanowili przełamać linię obrony Egipcjan i wejść głębiej na teren twierdzy. Wykorzystując zamieszanie sierż. szt. Jisra’el Asaf obrzucił stanowiska na wieży radarowej granatami. W tym czasie reszta oddziału Ilana Egoziego zaatakowała i zniszczyła stanowisko karabinu nr 3. W trakcie wymiany ognia podkomendni Egoziego ostrzelali z granatnika RPG-7 stanowiska działa nr 6. Z kolei sierżant Jisra’el Gonen zajął się oczyszczaniem północnego budynku. Porucznik Gadi Karol w tym czasie skierował się ku wieży radarowej. Po dotarciu na miejsce okazało się, że radaru nie było, a na jego miejscu była atrapa. Działania te sprawiły, że droga ku wschodniej części twierdzy została utorowana reszcie grup. Działania oddziału Egoziego i Dowa Bara były cały czas wspierane przez trzyosobowy oddział ostrzeliwujący twierdzę z żelbetonowej latarni. Po dotarciu do centralnego budynku na wyspie oddział Szajjetet 13 rozpoczął wspinanie się na dach po ramionach Ja’akowa Pundika. Pierwszy wchodził porucznik Ammi Ajjalon, który rzucił na dach granat dymny. U góry okazało się, że granat nie zadziałał, a Ajalon został raniony odłamkiem w głowę. Tym razem rzucił w stronę stanowiska Egipcjan granat odłamkowy, który także nie wybuchł. Dopiero wsparcie ze strony sierżanta Zalmana Rota ułatwiła przełamanie oporu stanowiska nr 2, jednak grupa dostała się pod ogień ze stanowiska nr 10. Idący jako trzeci w kolejności sierżant Szimon Dotan wystrzelił w jego kierunku granat z RPG-7 i stanowisko to zaczęło płonąć. W trakcie walki na dachu okazało się, że Rotowi urwało palce u jednej z dłoni. W tym czasie Dow Bar i Chajjim Szturman oczyścili stanowisko działa nr 1.

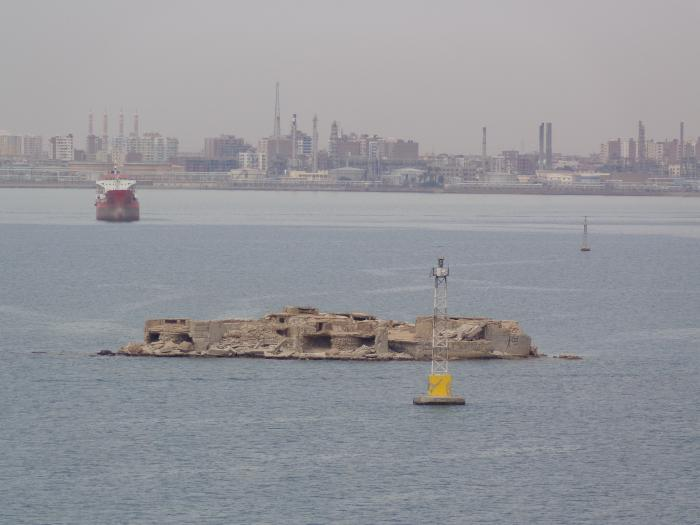
Zielona Wyspa i żelbetowa latarnia współcześnie

Około godziny 01:55 do walki włączyli się komandosi Sajjeret Matkal. Żołnierze z Szajjetet 13 kontynuowali walkę pomimo kończącej się amunicji. Podczas szturmu na stanowisko karabinu nr 5 zginęło od wybuchu granatu dwóch komandosów marynarki, a Ajalon został ciężko ranny w szyję. Mimo to o własnych siłach udało mu się dotrzeć do pontonów. Niedługo potem kapitan Ehud Ram z Sajjeret Matkal został postrzelony w głowę przez snajpera podczas przyjmowania meldunku od jednego ze swoich ludzi. Prawdopodobnie ten sam strzelec zabił później Daniego Wazę i Daniego Lewiego. W trakcie oczyszczania wewnętrznego dziedzińca twierdzy został ciężko ranny kolejny komandos, który zmarł później. O godzinie 02:15 Almog zameldował, że opór Egipcjan słabnie i poinformował o stratach własnych. Kilka chwil później komandosi podłożyli osiemdziesięciokilogramowy ładunek wybuchowy w północnej części wyspy. Działa nr 4, 5 i 6 wciąż kontynuowały ostrzał izraelskich pozycji. Pierwsze dwa udało się wyeliminować poprzez wybuch amunicji spowodowany eksplozjami granatów fosforowych.
O godzinie 02:15 Almog wydał też rozkaz o ewakuacji z wyspy. Zebranie rannych i ciał w pontonach zajęło 38 minut, sama walka trwać miała około 39 minut.

## Operacja oczami Egipcjan
Podobnie jak Izraelczycy, Egipcjanie uważali Zieloną Wyspę za miejsce strategiczne, nie tylko dla Kanału Sueskiego, ale całej przestrzeni powietrznej państwa. Stacjonować miały na niej siły odpowiedzialne za ochronę przestrzeni powietrznej Egiptu. Według źródeł, twierdzy broniło ponad stu żołnierzy, pięciu oficerów, którzy do dyspozycji mieli 30 skrzyń granatów, działa i miny wodne. Źródła arabskojęzyczne podają, iż termin operacji izraelskiej był właściwie znany armii egipskiej. Izraelczycy chcieli bowiem przeprowadzić atak na wyspę przed uroczystą rocznicą tzw. rewolucji lipcowej, czyli obalenia monarchii w 1952 roku. Celem tego miało być ośmieszenie Nasera i władz politycznych Egiptu. Godziną rozpoczęcia operacji miała być godzina lądowania Neila Armstronga na Księżycu w celu odwrócenia uwagi opinii międzynarodowej od przebiegu ataku.
Atak miało przeprowadzić 800 izraelskich komandosów, którzy mieli problem z zaatakowaniem wyspy i przedarciem się przez jej zabezpieczenia. W momencie, kiedy Egipcjanom zaczęło brakować amunicji, a dowództwo nie mogło wysłać wyspie więcej posiłków, obrońcy Zielonej Wyspy mieli poprosić o skierowanie na twierdzę ostrzału artyleryjskiego, aby uchronić żołnierzy egipskich przed wzięciem do niewoli i uniemożliwić Izraelczykom wycofanie się. Atak zakończył się wycofaniem komandosów izraelskich, którzy ponieśli straty w liczbie 62 zabitych i 110 rannych. Na następny dzień Izraelczycy mieli wysłać śmigłowce w celu zabrania rannych i odrzutowce do osłony ewakuacji. Dowodzący obrońcami zakazał ostrzału śmigłowców i samolotów, jednak sami żołnierze otworzyli ogień z karabinów maszynowych i strącili 17 odrzutowców Mirage.

## Rezultat operacji
Gazeta „Al ha-Miszmar” zaraz po operacji podała, że zabito co najmniej 25 Egipcjan. W wyniku ataku zginęło jednak ok. 70–80 żołnierzy egipskich, przy czym część z nich została zabita przez egipski ostrzał artyleryjski wyspy przeprowadzony po ewakuacji izraelskich komandosów. Północne skrzydło twierdzy zostało wysadzone. Zniszczono 13 stanowisk karabinów maszynowych. To, co nie zostało zniszczone przez Izraelczyków, dostało się pod ogień artylerii. Po operacji wyspa nie była już więcej użytkowana przez armię egipską. „Ma’ariw” pisał, iż dzień po ataku rząd egipski podjął decyzję o kontynuacji wojny na wyczerpanie wzdłuż linii frontu na kanale. Bar-Zohar i Mishal przytoczyli egipskie badania, które wskazują, że atak na Zieloną Wyspę był punktem przełomowym wojny na wyczerpanie i spowodował przejęcie w niej inicjatywy przez Izrael.

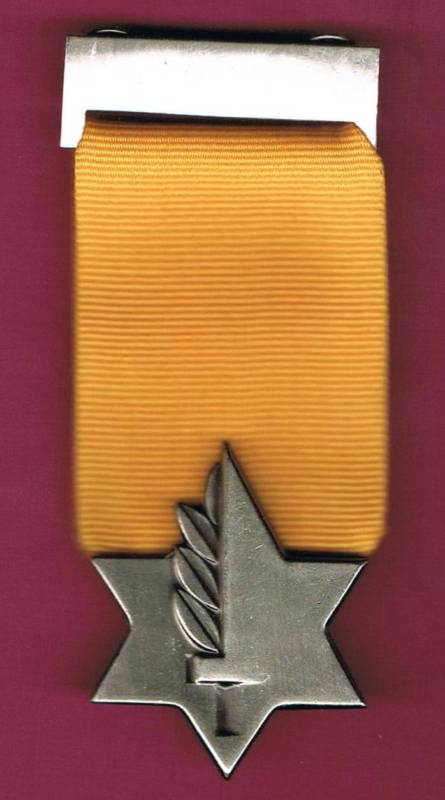
Izraelski Medal za Dzielność

Po operacji Izraelczycy mieli 11 rannych, a 6 żołnierzy zginęło (Chajjim Szturman, Dani’el Waze, Dan Lewi, Ehud Ram, Jo’aw Szachar, Baruch Dagani, Nachman Karmi, Chizkijahu Luk). Dochodzenie przeprowadzone po operacji wykazało liczne uchybienia ze strony wywiadu. Okazało się, że na wyspie nie było radaru, wywiad przekazał złe informacje na temat prądów morskich w zatoce, dział, które okazały się karabinami maszynowymi, a także na temat obsady twierdzy (była to egipska jednostka specjalna, a nie zwykli żołnierze). Izraelczycy docenili przede wszystkim śmiałość operacji, uważając ją za punkt przełomowy wojny. W prasie operacja zyskała miano „izraelskich Dział Nawarony”. Ammi Ajjalon spoglądając na operację z późniejszej perspektywy uznał, że operacja nie powinna się w ogóle odbyć. Według niego Zielona Wyspa nie miała strategicznego znaczenia dla wojny, a Izraelczycy nie popisali się umiejętnościami. Uwidoczniono w szczególności braki w wyszkoleniu Szajjetet 13. Z perspektywy propagandy i morale atak miał jednak istotne znaczenie. Ammi Ajjalon za tę operację został odznaczony Medalem za Dzielność przyznawanym za szczególny przejaw męstwa w walce z nieprzyjacielem. W latach 1996–2000 był szefem izraelskiej służby bezpieczeństwa Szin Bet.
Co ciekawe, w operacji Bulmus 6 w ogóle nie powinien brać udziału Ilan Egozi, ponieważ już wcześniej był egipskim jeńcem. Zgodnie z Konwencją genewską, w przypadku jego ponownego pojmania Egipcjanie nie byliby zobowiązani zapewnić mu bezpieczeństwa jako jeńcowi. Mimo to wziął udział w ataku będąc świadomym ryzyka wiążącego się z tą decyzją.
Operacja ukazała, że Zielona Wyspa nie była żadną przeszkodą dla izraelskich Sił Powietrznych, a atak na nią można było przeprowadzić przy pomocy lotnictwa. W związku z tym, 20 lipca, przy zachowanej ciszy radiowej izraelskie samoloty rozpoczęły operację Bokser. Zakładała ona serię ataków, w wyniku których doszło do zbombardowania strategicznych celów wzdłuż Kanału Sueskiego. W jej wyniku zrzucono 159 ton bomb i 72 pojemniki z napalmem.